# Plagiognathus minuendus
Plagiognathus minuendus är en insektsart som först beskrevs av Knight 1927.  Plagiognathus minuendus ingår i släktet Plagiognathus och familjen ängsskinnbaggar. Inga underarter finns listade i Catalogue of Life.